# Semna
Semna was een grensstad van het Oude Egypte in Neder-Nubië, op het gebied van het huidige Soedan. De oude Egyptische naam van het fort was Sechem-Chakaoere-Maa-Cheoe, de gerechtvaardigde Chakaoere is krachtig, gelijk aan de troonnaam van Senoeseret III. is. Het fort lag ongeveer 35 kilometer ten zuidwesten van de tweede Nijlcataract en 70 kilometer ten zuidwesten van Wadi Halfa op de westelijke oever van de Nijl. Aan de andere kant van de Nijl lag Kumma, ook wel Semna-oost genoemd. Na de bouw van de Aswandam werden beide plaatsen overspoeld door het Nassermeer.

## Geschiedenis
Na zijn veroveringstochten in het zuiden liet Senoeseret Semna bouwen aan wat toen de grens van het Egyptische machtsbereik in Nubië was.
Omdat vrijwel al het verkeer naar het land van Egypte over de Nijl binnenkwam, was dit de ideale plek voor een douanestation. De schepen die uit Nubië kwamen werden gecontroleerd, waarbij men alleen handelaren maar geen arbeidsmigranten het land binnenliet. Met dit doel liet Sesostris bij Semna een stele oprichten met de volgende tekst: "Geen zwarte mag deze plaats passeren, tenzij hij runderen, geiten of schapen met zich voert".
In de regeringsperiode van Thoetmosis III ontstond een tempel ter ere van de Nubische god Dedwen en Senoeseret III. In het kader van de reddingsoperaties voor de overstroming in 1965 werd de tempel ontmanteld in en herbouwd in de tuin van het Nationaal Museum in Khartoem. Semna en Kumma dienden als militaire havens. De plaats werd nog steeds bewoond tijdens het Nieuwe Rijk.

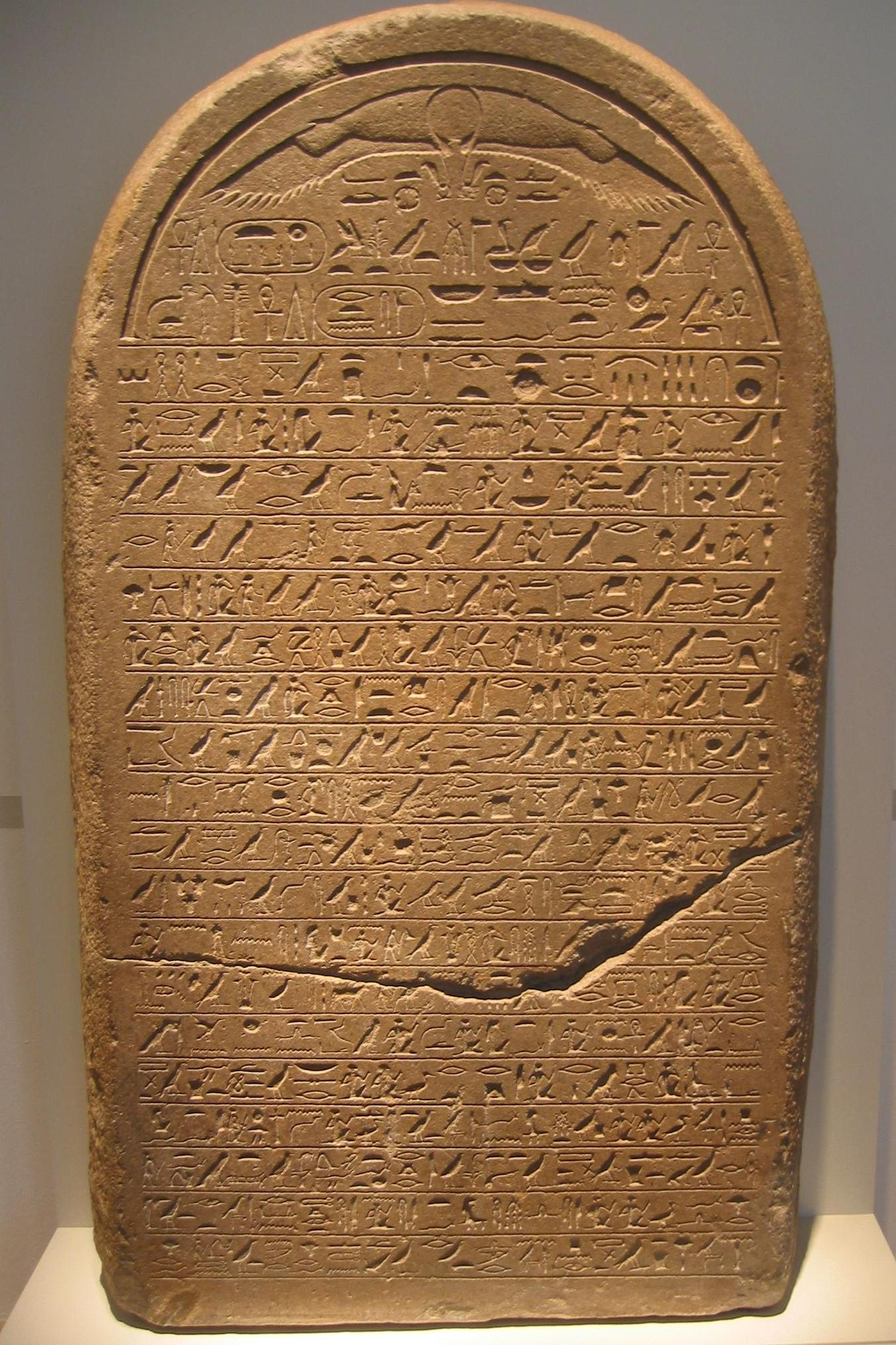
grenssteen van Sesostris III

- Gemeinsame Normdatei: 4561793-4
- Virtual International Authority File: 246958432